# 高岡市立芳野中学校
高岡市立芳野中学校（たかおかしりつよしのちゅうがっこう）は、富山県高岡市にある公立中学校。
高岡市立野村小学校、高岡市立下関小学校、高岡市立二塚小学校などから生徒が集まる。芳野中学校の周辺には国宝の瑞龍寺や国指定史跡の前田利長公墓所などがある。校区が非常に細長く、生徒の約3割が自転車通学である。南北約19kmの高岡市の市域と南北約12kmの芳野中学校の校区を比べると、その校区の細長さが分かる。

## 沿革
- 1947年4月 - 市立高岡高等女学校に同居して芳野中学校が開校する。
- 1952年9月 - 運動場が完成する。
- 1958年11月 - 体育館が完成する。
- 1962年11月 - 旧校舎が完成する。
- 1969年9月 - 格技館が完成する。
- 1987年3月 - 新校舎が完成する。

## 主な卒業生
- 荒谷弘樹（サッカー選手）
- 佐竹美保（イラストレーター）
- 田畑一也（プロ野球選手）
- 東ここあ（女子野球選手）
- 勘坂康弘（実業家）
- 佐野賀世子（柔道家）
- 橋本吉史（ラジオプロデューサー）
- 三浦健人（実業家）

## 交通
- あいの風とやま鉄道線・JR城端線・JR氷見線高岡駅より徒歩約5分